# کاتاژینا گنیفکوفسکا
کاتاژینا گنیفکوفسکا (لهستانی: Katarzyna Gniewkowska؛ زادهٔ ۲۵ اکتبر ۱۹۶۲) بازیگر اهل لهستان است.
از فیلم‌ها یا مجموعه‌های تلویزیونی که وی در آن‌ها نقش داشته‌است، می‌توان به پیمان ورشو، فردا به سینما می‌رویم، گوش آقای رئیس، کنترل، مایکا، اهریمن، فرشته نیرومند، اوشیتسکا، پدر متیو، قانون حقیقی، در خیابان سپولنی و در خوشی و سختی اشاره نمود.